# Робот
Робот (чеш. rob, robot — „принудан рад”, „работа”) јесте електро-механичка јединица која је у стању да аутономно, по неком програму, или под контролом човека изводи одређене задатке. Роботи се користе за извођење задатака опасних, тешких или напорних за људе. На пример сакупљање нуклеарног отпада или слагање великог броја жица према боји, као и репетитивне послове где се захтева истрајност и прецизност, као што је склапање мотора и шасије аутомобила.
Роботи који имају облик људског тела се још зову хуманоидни роботи. Ако је уз ово још и сврха да се по њиховим осталим карактеристикама, као што су кретање, говор, гестикулације итд, што више приближе људским бићима, ради се о андроидима. Овај термин се ипак чешће среће у научној фантастици.
Интелигенцију коју робот поседује чини у ствари програм или систем програма, који одређује способност робота да препозна одређене ситуације и да се у њима снађе или их решава, понашајући се на прави начин или чак из сопственог искуства учи како да се сналази у новим ситуацијама и решава нове проблеме. Ова врста интелигенције се зове још и вештачка интелигенција и представља засебну грану науке. Израз „робот“ се први пут помиње у драми чехословачкога писца Карела Чапека „Р. У. Р.“. За термин робот заслужан је његов брат Јосеф Чапек. Реч је настала на чехословачком језику па се онда проширила на цео свет.
Роботи могу да буду аутономни или полуаутономни и у опсегу су од хуманоидних као што је Хондин Напредни корак у иновативној мобилности (ASIMO) и TOSY-јев TOSY робот који игра пинг понг (TOPIO) до индустријских робота, медицинских оперативних робота, оних који помажу пацијентима, робота за псећу терапију, колективно програмираних ројских робота, беспилотних летелица као што је MQ-1 предатор, и микроскопских нано робота. Путем опонашања изгледа живих бића или аутомације покрета, робот може да пружи осећај интелигенције или сопственог размишљања. Очекује се да ће доћи до пролиферације аутономних предмета у наредним декадама, при чему су кућна роботика и аутономна кола међу водећим областима примене.
Грана технологије која се бави дизајном, конструкцијом, операцијом, и применом робота, као и рачунарских система за њихову контролу, обраду сензорних повратних информација, и општу обраду информација је роботика. Ове технологије се баве аутоматизованом машинама које могу да замене људе у хазардним окружењима или производним процесима, или који подсећају на људе по изгледу, опхођењу, и/или спознаји. Многи данашњи роботи су инспирисани природом и развијени су у оквиру биоинспирисане роботике. Рад на овим роботима је исто тако довео до креирања нове гране роботике: мекане роботике.
Од времена древних цивилизација постојали су многи примери аутоматизованих уређаја које су корисници могли да конфигуришу, па чак и аутомата који су подсећали на животиње и људе. Они су били дизајнирани пре свега као забава. Као механичке технике развијене кроз индустријско доба, појавиле су се и практичне примене, као што су аутоматизоване машине које су даљински и бежично контролисане.
Електроника је еволуирала у покретачку снагу развоја с појавом првих електронских аутономних робота које је креирао Вилијам Греј Волтер у Бристолу у Енглеској 1948. године, као компјутерско нумерички контролисаних (CNC) машинских алата у касним 1940-тим које су развили Џон Т. Парсон и Франк Л. Стулен. Првог комерцијалног, дигиталног и програмабилног робота је изградио Џорџ Девол 1954. године и био је назван Унимат. Њега је откупила компанија Џенерал моторс 1961. године, где је кориштен за подизање комада топлог метала са машина за млазно ливење у Инланд Фишер фабрици у Западно Трентонској секцији Јуинга у Њу Џерзију.
Роботи су заменили људе у обављању понављајућих и опасних задатака које људи преферирају да не раде, или нису у могућности да извршавају због ограничене величине, или који се одвијају у екстремним окружењима као што су свемир или дно мора. Постоји забринутост због све веће употребе робота и њихове улоге у друштву. Роботи се окривљују за растућу незапосленост, јер замењују раднике на све већем броју функција. Употреба робота у војним сукобима ствара етичке проблеме. Могућност роботске аутономије и потенцијалних реперкусија су честа тема фикције, мада то може постати реални проблем у будућности.

## Кратки преглед
Реч робот се може односити на физичке роботе као и на виртуалне софтверске актере, мада се ови каснији обично називају ботовима. Нема консензуса о томе које машине се квалификују као роботи, али постоји генерални договор између стручњака и јавности да роботи имају неке или све следеће могућности и функције: прихватају електронско програмирање, обрађују или поседују електронику за физичку перцепцију, делују аутономно до неког степена, крећу се, управљају својим физичким деловима или физичким процесима, попримају и манипулишу своје окружење, и показују интелигентно понашање, посебно понашање које опонаша људе или друге животиње. Блиско сродна с концептом „робота” је поље синтетичке биологије, која истражује ентитете чија је природа више упоредива са бићем него са машинама.

## Историја
Идеја аутомата потиче из митологије многих култура широм света. Инжењери и проналазачи из древних цивилизација, укључујући античку Кину, античку Грчку, и Птолемејски Египат, су покушали да изграде самооперативне машине, неке од којих су наликовале на животиње и људе. Рани описи аутомата обухватају вештачке голубове Архите, вештачке птице Мо-ција и Лу Бана, роботе који „говоре” Херона из Александрије, аутомате за прање Филона из Византије, и роботе с људским изгледом које је описао Љеци.

### Рани почеци
Многе древне митологије, и већина модерних религија садржи вештачке људе, попут механичких слуга које је изградио грчки бог Хефест (Вулкан код Римљана), глиненог Голема из јеврејске легенде, глиненог гиганта из норвешке легенде, и Галатеу, митску статуу Пигмалиона која је оживела. Од око 400. п. н. е., митови Крита обухватали су Тала, човека од бронзе који је чувао оство од пирата.
У древној Грчкој, грчки инжењер Ктесибије (c. 270. п. н. е.) „применио је познавање пнеуматике и хидраулике како би произвео прве органске и водене сатове са покретним фигурама”. У 4. веку п. н. е., грчки математичар Архита из Таранта постулирао је механичку паром покретану птицу коју је он називао „Голубом”. Херон (10–70 AD), грчки математичар и изумитељ, креирао је бројне аутоматске уређаје који се могу конфигурисати, и описао је машине на ваздушни, парни и водени погон.
Локапанати из 11. века прича како су Будине реликвије биле заштићене механичким роботима (bhuta vahana yanta), из краљевства Рома висаја (Роме); док их није разоружао краљ Ашока.  
У древној Кини, Љеци даје у тексту из 3. века приказ хуманоидног аутомата, док описује сусрет од пре више векова раније између кинеског владара краља Муа од Џоуа и машинског инжењера познат као Јен Ши, занатлијског мајстора. Јен Ши је поносно представио краљу механичку фигуру у облику човека животне величине ручно израђену од коже, дрвета и вештачких органа. Постоје исто тако и записи о летећим аутоматима у раду Хан Феј Ци и другим текстовима, који се приписују моцизном филозофу Мо-циу из 5. века п. н. е., а његовом савременику Лу Бану изум вештачких дрвених птица (ма јуен) које могу да лете.
Године 1066, кинески изумитељ Су Сонг је изумео водени часовник у облику торња који садржи механичке фигуре које су обележавају сате. Његов механизам је имао програмибилни бубањ са клиновима који су ударали у мале полуге који су управљали извршним инструментима. Бубањ се могао подесити да свира различите ритмове и различите патерне померајући клинове на различите локације.
Самарангана Сутрадара, расправа коју је написао Бхоџина у санскриту у 11. веку, садржи поглавље о изградњи механичких изума (аутомата), укључујући механичке пчеле и птице, фонтане у облику људи и животиња, и мушке и женске лутке које допуњавају уљне лампе, плешу, свирају инструменте, и опонашају сцене из хиндуске митологије.
У ренесансној Италији, Леонардо да Винчи (1452–1519) скицирао је планове за хуманоидног робота око 1495. године. Да Винчијеве бележнице, поново откривене током 1950-их, садрже детаљне цртеже механичког витеза који је сад познат као Леонардов робот. Он може да седне, маше рукама, и да покреће своју главу и вилицу. Овај дизајн је вероватно био базиран на анатомским истраживањима записаним у његовом раду Витрувијев човек. Није познато да ли је покушао да га изгради.
У Јапану, комплексни животињски и људски аутомати су били изграђени између 17. и 19. века, многи од којих су описани у раду из 18. века под насловом Karakuri zui (Илустрована машинерија, 1796). Један од таквих аутомата је био каракури-нинџа, механизовани лутак. Постоје различите варијације каракурија: Бутај каракури, који су кориштени у позоришту, Зашики каракури, који су били мали и кориштени су приватним домовима, и Даши каракури који су кориштени у религиозним фестивалима, где су луци кориштени за извођење опонашање традиционалних митова и легенди.
У Француској, између 1738. и 1739. године, Жак де Вокансон је изложио неколико аутомата величине човека: свирача флауте, свирача фруле и патку. Механичка патка је могла да замахне крилима, исправи врат, и прогута храну из руке посетиоца, и давала је илузију варења хране путем излучивања материје ускладиштене у скривеном одељку.

### Даљински контролисани системи
Даљински вођена возила су била демонстрирана крајем 19. века у облику неколико типова даљински контролисаних торпеда. Током раних 1870-их су се појавила даљински контролисана торпеда Џона Ериксона (пнеуматичка), Џон Луис Лајова вођена електричном жицом, као и Виктор фон Шелихова такође вођена електричном жицом.
Бренанов торпедо који је изумео Луис Бренан 1877. године, су покретала два контра ротирајућа пропелера која су се окретала услед брзог повлачења жице са бубњева, намотане унутар торпеда. Диференцијална брзина на жицама повезаним са обалском станицом омогућавала је да се торпедо усмери ка својој мети, што га је чинило „првим у свету практично вођеним пројектилом”. Године 1897. је британском изумитељу Ернесту Вилсону био одобрен патент за торпедо који је даљински контролисан путем „Херцових” (радио) таласа и 1898. године је Никола Тесла јавно демонстрирао бежично контролисани торпедо који је намеравао да прода Америчкој ратној морнарици.
Арчибалд Лоу, познат је као „отац радио наводећих система” због његовог пионирског рада на вођеним ракетама и авионима током Првог светског рата. Године 1917, он је демонстрирао даљински контролисани авион Краљевском ваздухопловном корпусу и исте године изградио је прву жицом вођену ракету.

## Галерија
- Београдска шака
- Београдска колена протеза
- Београдска колена протеза
- Едукациони робот Teleoptik, 1985-1986.